# Strada statale 142 Biellese
La strada statale 142 Biellese (SS 142) o strada provinciale 142 del Biellese (SP 142) in provincia di Vercelli, è una strada statale e provinciale italiana.
Dal 2001 al 2007 è stata classificata come strada regionale con la denominazione di strada regionale 142 Biellese (SR 142), mentre dal 2008 al 2021 è stata classificata come strada provinciale con la denominazione di strada provinciale 142 Biellese (SP 142), nelle province di Biella e Novara, strada provinciale 142 del Biellese (SP 142) in provincia di Vercelli.

## Percorso

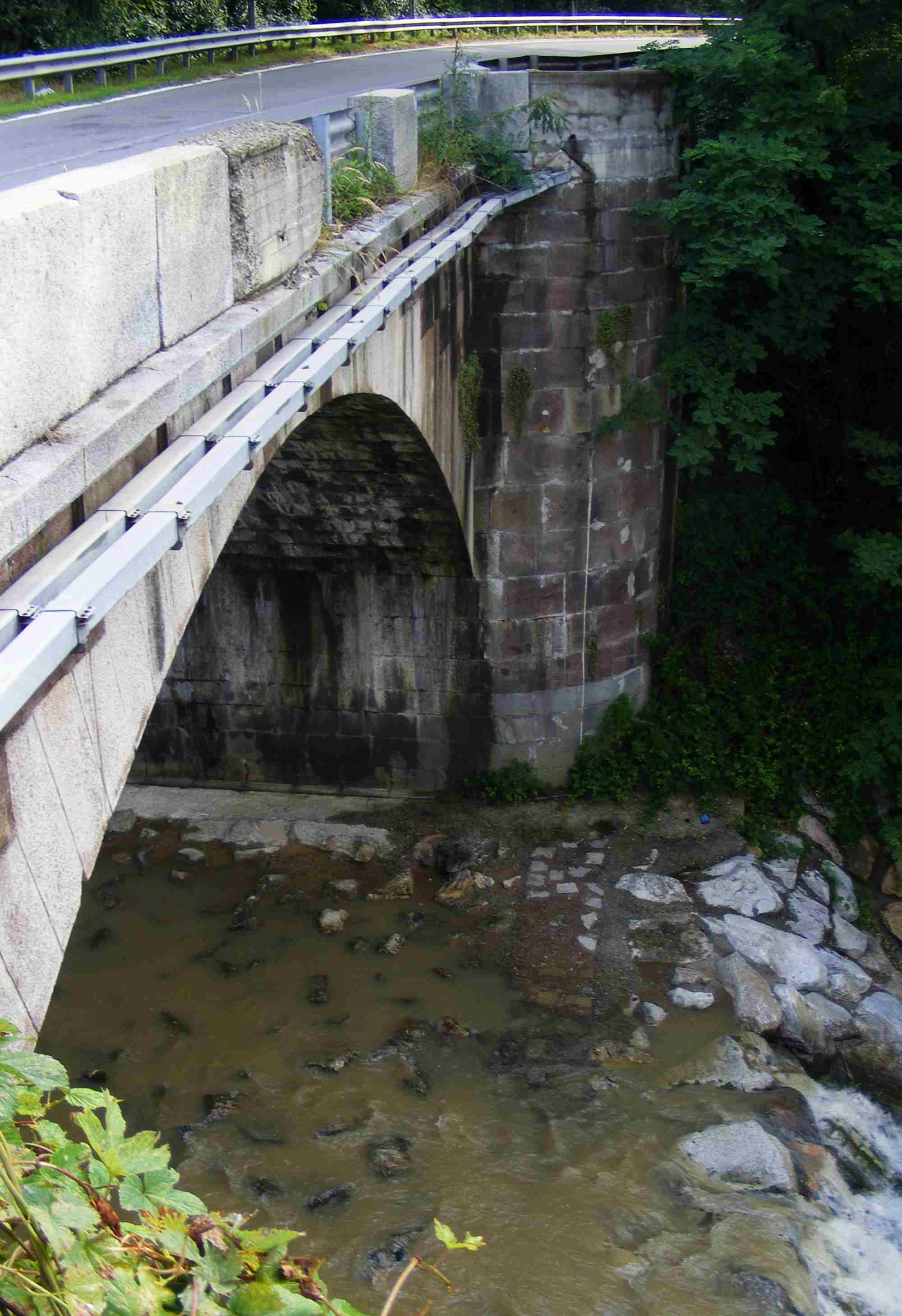
Il ponte sull'Ostola nel territorio di Masserano

Nel suo tracciato unisce coi suoi estremi la città di Biella con Arona, in provincia di Novara, sulla via del Sempione.
Lungo il suo percorso attraversa le tre province di Biella, Vercelli e Novara; i centri principali, oltre a Biella, sono Cossato, Gattinara, Borgomanero e Arona. Il tratto interessante le prime due province, in particolare tra Cossato e Gattinara si caratterizza dall'elevata pericolosità causata da una sede stradale larga appena sei metri, priva di banchina, curve di raggio ridotto, dossi e cunette in successione seguendo i dislivelli del terreno. Ampliamenti o varianti di tracciato sono impediti dalla progressiva urbanizzazione realizzata in prossimità della stessa, tra Masserano e Gattinara. Ne consegue, infatti che la velocità massima ammessa è di 50-70 km/h ed è vietato il sorpasso. Nel tratto novarese invece, in particolare tra Romagnano Sesia e Borgomanero negli anni '90 si è proceduto al rifacimento di un ponticello presso Cavallirio correlati da lavori di ampliamento della sede stradale (qui in presenza di un'urbanizzazione meno elevata cresciuta solo nell'ultimo decennio). La velocità massima ammessa sul tratto novarese è di 90 km/h su alcuni rettilinei prima di arrivare a Cureggio e oltre Borgomanero.
In località Paruzzaro la strada sottopassa l'Autostrada A26, e la carreggiata, si divide in tre corsie per senso di marcia, stringendosi in località Oleggio Castello presso un semaforo in curva, per poi riallargarsi, giungendo ad Arona dopo essere scesi dall'altopiano morenico attraverso ampi tornanti. In tutta la sua lunghezza, la strada è particolarmente trafficata nelle ore di punta feriali, e nelle serate prefestive e festive specialmente in prossimità dei laghi. Priva di gallerie in tutta l'estensione del percorso, vi sono ponti viadotti di una certa importanza: quello sul fiume Cervo a Biella, sul torrente Strona, posto sulla variante presso Cossato, quello sul fiume Sesia a Romagnano Sesia più altri ponticelli e ponti su vari torrenti.
L'inizio della strada è a sud del centro di Biella all'innesto con l'ex Strada Statale 143 Vercellese. A raso, si innesta con la strada statale 230 di Massazza; senza soluzione di continuità con la ex strada statale 232 Panoramica Zegna a Cossato mentre con le restanti a raso, l'ex strada statale 594 Destra Sesia a Gattinara, la strada statale 299 di Alagna a Romagnano Sesia, la strada statale 229 del Lago d'Orta a Borgomanero, fino ad innestarsi sempre a raso, con la strada statale 33 del Sempione nel centro abitato di Arona.

## Storia
La strada statale 142 venne istituita nel 1951 con il seguente percorso: "Arona - Romagnano Sesia - Biella. Nel 1988 l'itinerario venne invertito e venne definito nel modo seguente: "Biella - Romagnano Sesia - innesto con la strada statale 33 del Sempione in Arona."
Il 16 maggio 1968 fu inaugurato il ponte sul fiume Cervo, noto localmente come "tangenziale di Biella", il cui progetto risale al 1963 e la cui costruzione ebbe inizio nel 1965. L'opera costò circa 1 miliardo di lire dell'epoca. All'inaugurazione parlarono il sindaco di Biella Franco Borri Brunetto, il ministro Giulio Pastore e l'onorevole Giuseppe Pella; il nuovo tratto stradale fu benedetto dal vescovo di Biella Carlo Rossi.
Negli anni '80 fu realizzata dall'ANAS una variante della SS 142 a carreggiate indipendenti e due corsie per senso di marcia, da allacciarsi presso il casello autostradale di Romagnano Sesia-Ghemme sulla A26 Genova-Gravellona Toce, entro il 1990, ma mai completata. Attualmente, solo 17 km di questo tronco sono in servizio; a partire dal 2022 sono classificati come SS 758. Il tratto terminale, che eviterebbe la strozzatura tra Masserano e Gattinara, è stato in seguito messo in discussione dal punto di vista dell'utilità commerciale causata dalle chiusure, a partire dalla metà degli anni '90, di molte industrie tessili, per le quali il progetto dell'opera era espressamente concepito. Infine, negli anni 2010 si è deciso di realizzare tale tratto mancante nell'ambito del progetto Pedemontana Piemontese.
Alle 18:30 del 24 settembre 1993 crollarono tre campate, 60 metri di carreggiata, del ponte della SS 142 che passa sul fiume Cervo, a causa della forte spinta delle acque che avevano eroso la base dei terrapieni di due pilastri centrali. Fortunatamente non si sono registrate né vittime né feriti, grazie a un capocantoniere ANAS, Sante Geromel, che già verso le 14 aveva notato che la piena del fiume stava portando via la terra dagli isolotti su cui poggiavano i pilastri: alle 18:20, Anas e le autorità avevano disposto la chiusura della strada.
Negli anni 2000, la Regione Piemonte rimise in auge il progetto iniziale, ma con le caratteristiche di autostrada, che avrebbe dovuto collegare la città laniera anche con l'Autostrada A4 Torino-Milano fra Santhià e Carisio e sarebbe stata data in concessione alla SATAP; il progetto all'inizio degli anni 2010 venne di nuovo però accantonato.
In seguito al decreto legislativo n. 112 del 1998, dal 2001 la gestione è passata dall'ANAS alla Regione Piemonte, che l'ha classificata come strada regionale con la denominazione di strada regionale 142 Biellese (SR 142); le competenze sono quindi passate all'ARES (Agenzia Regionale Strade).
A seguito poi del D.R. 9-5791 del 27 aprile 2007 della Regione Piemonte e la conseguente soppressione dell'ARES, dal 1º gennaio 2008 è stata riclassificata come provinciale e trasferita al demanio della Provincia di Biella, della Provincia di Vercelli e della Provincia di Novara, per le rispettive tratte territoriali di competenza. La nuova denominazione è divenuta quindi strada provinciale 142 Biellese (SP 142), nelle prime due province, strada provinciale 142 del Biellese (SP 142) in provincia di Vercelli.
Il 3 ottobre 2020, poco dopo le ore 12 due campate del viadotto sul fiume Sesia, una struttura in cemento armato costruita nel 1957, crollarono in conseguenza della piena causata da ventiquattro ore di pioggia incessante.
Il 10 maggio 2021, in seguito alla promulgazione del DPCM del 21 novembre 2019, è stata nuovamente riclassificata come strada statale dal km 16,060 al km 19,410, dal km 30,250 al km 41,000 e dal km 45,300 al km 52,580 e la competenza è tornata all'ANAS. Dal km 19,410 al km 30,250 la strada è rimasta provinciale e la gestione è tuttora dalla provincia di Vercelli..